# Bosc Comunal de la Llaguna
El Bosc Comunal de la Llaguna (recentment reanomenada Forêt sectionale de la Llagonne) és un bosc del terme comunal de la Llaguna, a la comarca del Conflent, de la Catalunya del Nord.
Està situat al nord-est del terme de la Llaguna, en el vessant sud del Puig del Castelló i sud-occidental i occidental de la carena on es troben el Coll de la Jaguinta i el Coll del Comall. Té continuïtat en els termes comunals de Caudiers de Conflent i d'Aiguatèbia i Talau.
El bosc està sotmès a una explotació gestionada per la comuna de la Llaguna, atès que es bosc és propietat comunal. Té el codi F16283G dins de l'ONF (Office national des forêts).